# Sutera carvalhoi
Sutera carvalhoi là một loài thực vật có hoa trong họ Huyền sâm. Loài này được (Engl.) Skan miêu tả khoa học đầu tiên năm 1906.